# Madonna Colonna
La Madonna Colonna è un dipinto a olio su tavola trasportato su tela (77,5x56,5 cm) di Raffaello Sanzio, databile al 1507 circa e conservato nella Gemäldegalerie di Berlino. 

## Storia
L'opera, databile agli ultimi anni del soggiorno fiorentino del pittore, venne identificata dal Rumohr con la Madonna citata da Vasari come terminata da Ridolfo del Ghirlandaio, ma tale notizia è di solito associata alla Bella giardiniera.
Già nelle collezioni Salviati e Colonna a Roma, venne poi acquistata dal governo di Prussia, finendo nelle collezioni statali di Berlino. L'attribuzione a Raffaello è indiscussa, con la partecipazione di un aiuto, forse l'Alfani (Cavalcaselle), o un fiorentino generico (Romhor) o uno dei giovani artisti attivi al Chiostrino dei Voti dell'Annunziata (Longhi).

## Descrizione e stile
Su uno sfondo paesistico, la Madonna è rappresentata a mezza figura, col Bambino sulle ginocchia. La composizione, inscrivibile sommamente in un ovale, riprende quella della Madonna Bridgewater semplificandola e rendendola più naturale con una torsione meno complessa di Gesù. La stessa Madonna Bridgewater dopotutto aveva originariamente uno sfondo paesistico. Anche in questo caso è evidente la memoria del Tondo Taddei di Michelangelo. 
Maria tiene in mano un libro e indossa un vestito contemporaneo, in cui si vede il dettaglio delle maniche estraibili.
I colori sono intensi e brillanti, un po' evanescenti per le condizioni non ottimali della superficie pittorica.